# V8 (자바스크립트 엔진)
V8은 웹 브라우저를 만드는 데 기반을 제공하는 오픈 소스 자바스크립트 엔진이다. 구글 크롬 브라우저와 안드로이드 브라우저에 탑재되어 있다. V8로 줄여 불리기도 하며, 현재 라스 백이 책임 프로그래머이다. ECMAScript(ECMA - 262) 3rd Edition 규격의 C++로 작성되었으며, 독립적으로 실행이 가능하다. 또한 C++로 작성된 응용 프로그램의 일부로 작동할 수 있다.
V8은 자바스크립트를 바이트코드(bytecode)로 컴파일하고 실행하는 방식을 사용한다.(JIT 컴파일) 기계어로 정적 컴파일하여 실행한다는 루머가 있지만 이는 사실이 아니다.
추가적인 속도향상을 위해 인라인 캐싱(inline caching)과 같은 최적화 기법을 적용하였다.

## 역사
V8 어셈블러는 스트롱토크 어셈블러에 기반을 둔다. 2010년 12월 7일, 속도 개선과 더불어 크랭크섀프트라는 이름의 새로운 컴파일링 인프라스트럭처가 출시되었다. 2015년 크롬 버전 41 이후 이를테면 asm.js를 위해 터보팬(TurboFan) 프로젝트가 추가되어 더 빠른 속도를 가능케 했다.
2016년, 메모리 용량이 작은 안드로이드 전화의 메모리의 사용률을 터보팬과 크랭크섀프트 대비 줄이는 것이 목표인 이그니션(Ignition) 인터프리터가 V8에 추가되었다.
2017년, V8은 완전히 새로운 컴파일러 파이프라인을 도입했으며, 이그니션(인터프리터)과 터보팬(최적화 컴파일러)으로 구성된다. V8 버전 5.9를 기점으로, 풀-코드젠과 크랭크섀프트는 더 이상 자바스크립트 실행을 위해 V8에 사용되지 않는데, 그 이유는 팀이 더 이상 새로운 자바스크립트 언어 기능, 또 그 기능에 필요한 최적화를 계속 관리할 수 없다고 생각했기 때문이다.

## 같이 보기
- 블링크
- 웹킷